# Thelidium lapponicum
Thelidium lapponicum är en lavart som först beskrevs av Miroslav Servít, och fick sitt nu gällande namn av Rolf Santesson. Thelidium lapponicum ingår i släktet Thelidium, och familjen Verrucariaceae. Arten är reproducerande i Sverige.